# Смешанная парная сборная Англии по кёрлингу на колясках
Смешанная парная сборная Англии по кёрлингу на колясках — смешанная национальная сборная команда (составленная из одного мужчины и одной женщины), представляет Англию на международных соревнованиях по кёрлингу на колясках. Управляющей организацией выступает Ассоциация кёрлинга Англии (англ. England Curling Association).

## Результаты выступлений

### Чемпионаты мира
| Год  | Место          | Игры           | Победы         | Поражения      | Состав (женщина, мужчина, тренер)                                    |
| ---- | -------------- | -------------- | -------------- | -------------- | -------------------------------------------------------------------- |
| 2022 | не участвовали | не участвовали | не участвовали | не участвовали | не участвовали                                                       |
| 2023 | 5              | 9              | 6              | 3              | Rosemary Lenton, Stewart Pimblett, тренер: Tony Lenton               |
| 2024 | 9              | 6              | 4              | 2              | Karen Aspey, Stewart Pimblett, тренеры: Tony Lenton, Rosemary Lenton |
| 2025 | 12             | 6              | 3              | 3              | Karen Aspey, Stewart Pimblett, тренеры: Tony Lenton, Rosemary Lenton |

(данные отсюда:)